# Lepidodexia cubana
Lepidodexia cubana är en tvåvingeart som först beskrevs av Guilherme A.M.Lopes 1951.  Lepidodexia cubana ingår i släktet Lepidodexia och familjen köttflugor.
Artens utbredningsområde är Kuba. Inga underarter finns listade i Catalogue of Life.